# Trachyopella kozaneki
Trachyopella kozaneki är en tvåvingeart som beskrevs av Kuznetzova 1991. Trachyopella kozaneki ingår i släktet Trachyopella och familjen hoppflugor.
Artens utbredningsområde är Nordkorea. Inga underarter finns listade i Catalogue of Life.